# Campagna livoniana nella Rus'
La campagna livoniana nella Rus' (anche detta crociata di Novgorod) fu un'operazione militare durata dal 1240 al 1242 e condotta dai Cavalieri Teutonici dell'Ordine di Livonia con l'obiettivo di conquistare le terre di Pskov e Novgorod e convertire gli abitanti al cattolicesimo.

## Scoppio del conflitto
Il conflitto tra Novgorod e i teutonici iniziò nel 1210, quando i secondi attaccarono gli estoni. Nello stesso anno questi ultimi decisero di vendicarsi attaccando il castello di Cēsis, ma non furono in grado di penetrarlo. Novgorod avviò diverse campagne contro i Cavalieri Portaspada nel 1217, 1219, 1222 e 1223, non riportando mai grandi successi. Nel 1224, i crociati conquistarono Dorpat (oggi Tartu). Poco dopo la cattura di Dorpat, a Novgorod scoppiarono lotte intestine. I cittadini si rifiutarono di fornire ausilio nella lotta contro gli invasori. Presto si verificò una spaccatura con i nobili di Novgorod. Espulsi dalla città, i nobili si unirono ai cavalieri e catturarono Izborsk nel 1233, sebbene presto furono scacciati dall'esercito di Pskov. Un anno dopo, Jaroslav Vsevolodovič tornò nelle terre della Livonia e devastò i dintorni di Odenpäh, trionfò ulteriormente ad Emajõe e costrinse l'Ordine a firmare un accordo di pace.
Nel 1236, la Lituania aveva sbaragliato le truppe dei Cavalieri Portaspada: a perdere la vita nella decisiva battaglia di Šiauliai era stato pure Volquin, il Gran maestro. Papa Gregorio IX acconsentì all'unione dell'Ordine della Spada con i Cavalieri Teutonici. Il primo maestro del nuovo ordine, chiamato Ordine di Livonia, fu Hermann Balk. Nel dicembre 1237, Papa Gregorio IX proclamò una seconda crociata contro la Finlandia. Il re danese Valdemaro II e i Maestri dell'Ordine teutonico e livoniano congiunti accettarono di spartirsi l'Estonia e attaccarono la Russia baltica nel giugno 1238, in collaborazione con gli svedesi. Valdemaro partecipò anche alla crociata del 1240-1242. Le terre russe furono indebolite dall'invasione mongola.

## Prima fase (1240-1241)
Nel luglio 1240, i comandanti svedesi Birger Magnusson e Ulf Fassi tentarono di invadere la terra di Novgorod con il pretesto di sterminare i gentili.
Sottomettendo rapidamente alcuni nobili e le loro tribù, gli svedesi credettero in una rapida e facile vittoria sui russi, le cui truppe erano impegnate nella lotta contro i mongoli, la quale non stava avendo buon esito. Nonostante la situazione apparisse disperata, il Principe Alexander Nevskij, senza richiedere supporto bellico da Vladimir né adunare tutta la milizia di Novgorod, riuscì a intercettare gli svedesi alla foce del fiume Ižora. Il 15 luglio 1240, l'accampamento militare di Alexander fu attaccato dagli svedesi. Novgorod sconfisse gli svedesi in uno scontro divenuto noto come battaglia della Neva: il prestigio acquisito dopo la vittoria gli valse il secondo nome Nevskij (ovvero Aleksandr della Neva). Ad agosto, i cavalieri di Livonia conquistarono Izborsk e giunsero nei pressi di Pskov, preparandosi per un assedio. I cavalieri riuscirono a corrompere il governatore di Pskov, Tverdila, e questi aprì le porte della città. I cittadini provarono a resistere ma, alla fine, dovettero arrendersi.

## Fine della campagna
Nell'inverno del 1240-1241, i novgorodiani espugnarono Pereslavl'-Zalesskij. Successivamente, i cavalieri teutonici costruirono la fortezza di Kopor'e, dove conservarono tutte le loro provviste, e la utilizzarono come testa di ponte per invadere Tesov e Novgorod, saccheggiando i mercanti e devastando l'area circostante. I guerrieri di Novgorod, temendo un destino simile a quello di Pskov, mandarono ambasciatori al principe Jaroslav. Jaroslav appoggiava il fratello minore di Alexander, Andrej, come guida, mentre Novgorod preferiva il maggiore.
Alexander tornò a Novgorod e diresse il suo esercito alla volta di Kopor'e nel 1241. Nella primavera del 1242, riconquistò Pskov. Dopo questa vittoria, Alexander si convinse a continuare la sua campagna e proseguì verso la Livonia.
Il 5 aprile 1242 ebbe luogo una delle battaglie più famose della storia russa, la battaglia del ghiaccio, sul congelato lago dei Ciudi. Dalla schermaglia ne uscirono sconfitti i crociati: l'esito fu decisivo nel rallentare le crociate del Nord e, soprattutto, essi non eseguirono più campagne contro la Repubblica ortodossa di Novgorod e altri territori russi per il prossimo secolo.

## Esito
I tedeschi si ritirarono da Pskov e Novgorod. Secondo i termini del trattato di pace, l'Ordine di Livonia si impegnava a restituire anche la Letgallia. Novgorod fu in grado dunque di impedire l'avanzata dei tedeschi dal Baltico verso Oriente.